# موت الغزال (فلم)
موت الغزال (بالفرنسية: La Mort de la gazelle) هو فيلم وثائقي صدر عام 2008.

## القصّة
اندلعت منذ أواخر الثمانينيات حرب عصاباتٍ متفرقةٍ في شمال النيجر وتحديدًا في مكانٍ ما في الصحراء الكبرى، وبحلولِ عام 2007 هاجمت مجموعةٌ من المسلحين ثكنةً للجيش الذي زعم أنهم من حركة النيجر من أجل العدالة (NMJ)، ثمّ انضمَّ المئات من الرجال إلى الحركة. يُصوّر جيريمي ريتشينباخ بعض هؤلاء الرجال الذين هم مستعدون للقتال في جوٍ غامضٍ للغاية وتحت ضغطٍ من عدو غير مرئي ومعزول عن بقية العالم.

## الجوائز
عُرض الفيلم في المهرجان السينمائي المحلّي الذي أُقيم في مدينة بريف بفرنسا عام 2009.